# Andreas Gollmayr
Andreas Gollmayr (Radovljica, 28 novembre 1797 – Gorizia, 17 marzo 1883) è stato un arcivescovo cattolico austro-ungarico.

## Biografia

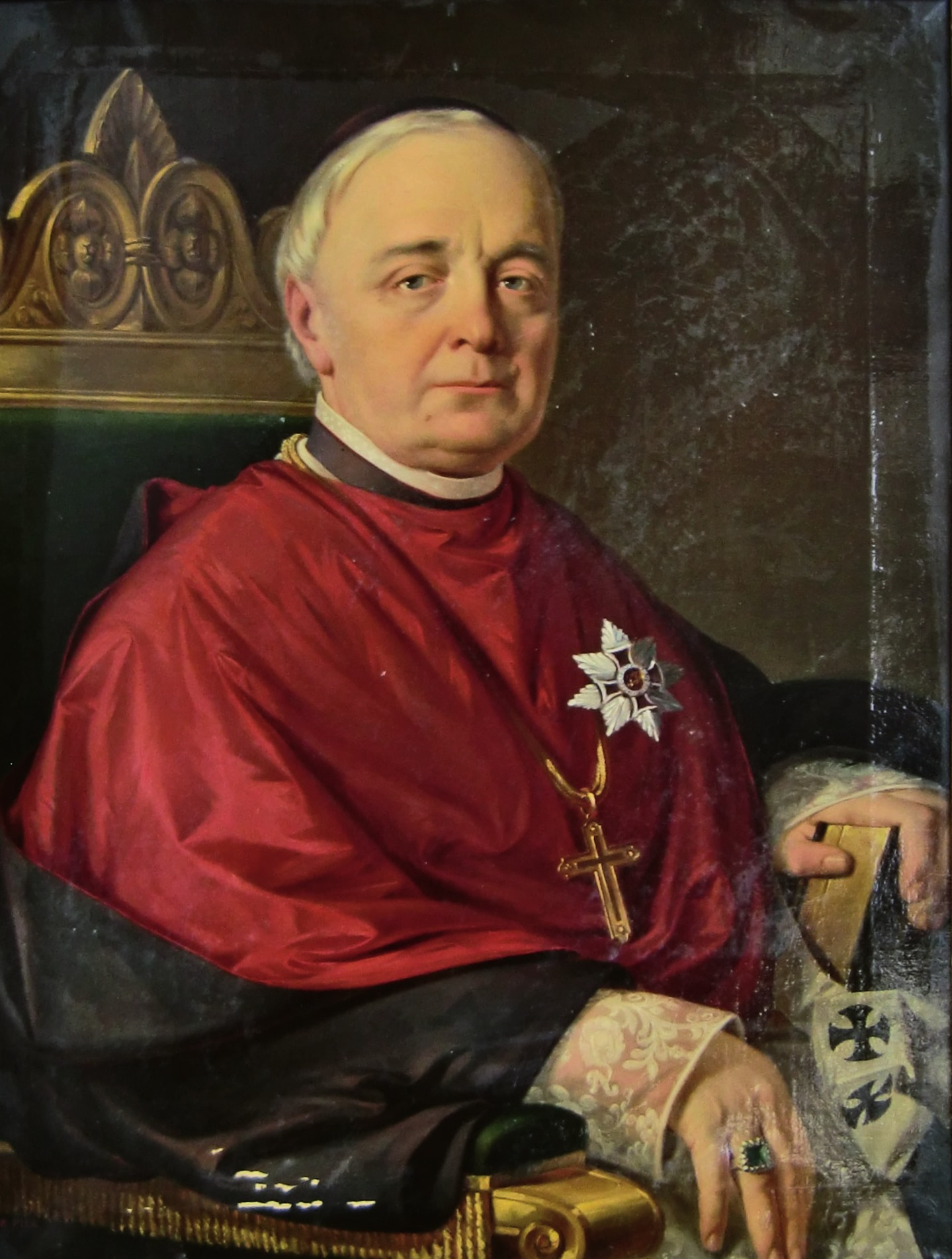
Ritratto dell'arcivescovo conservato nel Palazzo Arcivescovile di Gorizia

Dopo gli studi a Lubiana, si laureò all'Augustineum di Vienna; fu insegnante di teologia a Lubiana dal 1829, quindi svolse incarichi di fiducia nell'amministrazione statale di Trieste e di Vienna; per questi motivi fu nominato dall'imperatore abate mitrato di Petur.
Nominato vescovo di Gorizia dall'imperatore il 18 novembre 1854, fu confermato dal papa il 23 marzo 1855. Consacrato vescovo il 3 giugno 1855 a Lubiana, prese possesso della sua diocesi il 24 giugno.
Fu uno dei padri conciliari al Concilio Vaticano I e, allineandosi alle posizioni degli altri vescovi austriaci, fu uno dei più critici avversari contro la definizione dell'infallibilità pontificia. In ogni caso alla fine accettò le conclusioni del concilio.
Durante il suo lungo episcopato (ben 28 anni), cercò di smorzare i fermenti delle varie nazionalità esistenti nella diocesi e di favorire le prime forme di organizzazione politica delle due nazionalità, spesso ancora unitarie. Da ricordare che nel 1855 concesse l'imprimatur a libri di preghiere e catechismi in lingua friulana.

## Genealogia episcopale e successione apostolica
La genealogia episcopale è:
- Cardinale Scipione Rebiba
- Cardinale Giulio Antonio Santori
- Cardinale Girolamo Bernerio, O.P.
- Arcivescovo Galeazzo Sanvitale
- Cardinale Ludovico Ludovisi
- Cardinale Luigi Caetani
- Cardinale Ulderico Carpegna
- Cardinale Paluzzo Paluzzi Altieri degli Albertoni
- Cardinale Flavio Chigi
- Papa Clemente XII
- Cardinale Giovanni Antonio Guadagni, O.C.D.
- Cardinale Cristoforo Migazzi
- Vescovo Michael Léopold Brigido
- Arcivescovo Sigismund Anton von Hohenwart, S.I.
- Arcivescovo Augustin Johann Joseph Gruber
- Arcivescovo Joseph Walland
- Vescovo Anton Alojzij Wolf
- Arcivescovo Andreas Gollmayr

La successione apostolica è:
- Vescovo Juraj Dobrila (1858)
- Vescovo Johann Chrysostomos Pogacar (1875)
- Arcivescovo Giovanni Nepomuceno Glavina (1878)
- Vescovo Franjo Anijan Ferrettić (1880)
- Arcivescovo Luigi Mattia Zorn (1883)